# Vandenberg AFB Space Launch Complex 4
Vandenberg AFB Space Launch Complex 4 är en uppskjutning- och landningsplats vid Vandenbergs flygvapenbas med två plattor(4E och 4W), vilka båda används av SpaceX för Falcon 9 raketuppskjutningar.